# Григорьев, Юрий Валентинович
Юрий Валентинович Григо́рьев (р. 1932) — советский кинорежиссёр, актёр и сценарист. Член Гильдии кинорежиссёров России.

## Биография
Приемный сын Б. А. Петрова. Окончил исторический факультет МГУ имени М. В. Ломоносова в 1955 году, режиссёрский факультет ВГИКа в 1959 году (мастерская С. А. Герасимова и Т. Ф. Макаровой). До 1962 года работал на ЦСДФ, затем — на ЦКДЮФ имени М. Горького. Снял ряд сюжетов в киножурнале «Ералаш». Большинство фильмов создавалось в творческом сотрудничестве с женой, Р. А. Григорьевой.
Снимался в фильме «Живёт такой парень» (1964).
C 1970 года преподаёт во ВГИКе (с 1979 года руководит мастерской).

## Фильмография

### Режиссёр
- 1958 — Дорога на фестиваль (документальный)
- 1960 — Слово предоставляется студентам (документальный)
- 1962 — Венский лес (документальный, короткометражный)
- 1966 — Сердце друга (по повести Э. Г. Казакевича)
- 1969 — День и вся жизнь
- 1973 ― Письмо из юности
- 1976 — Поле перейти
- 1978 — Здравствуй, река! (совместно с П. О. Арсеновым и И. Н. Ясуловичем)
- 1981 — Праздники детства
- 1985 — Говорит Москва
- 1987 — Жизнь одна… (документальный)
- 1990 — Мальчики

### Сценарист
- 1981 — Праздники детства
- 1987 — Жизнь одна… (документальный; соавтор сценария)

## Награды и премии
- Государственная премия СССР (1983) — за фильм «Праздники детства» (1981)